# Ère séleucide

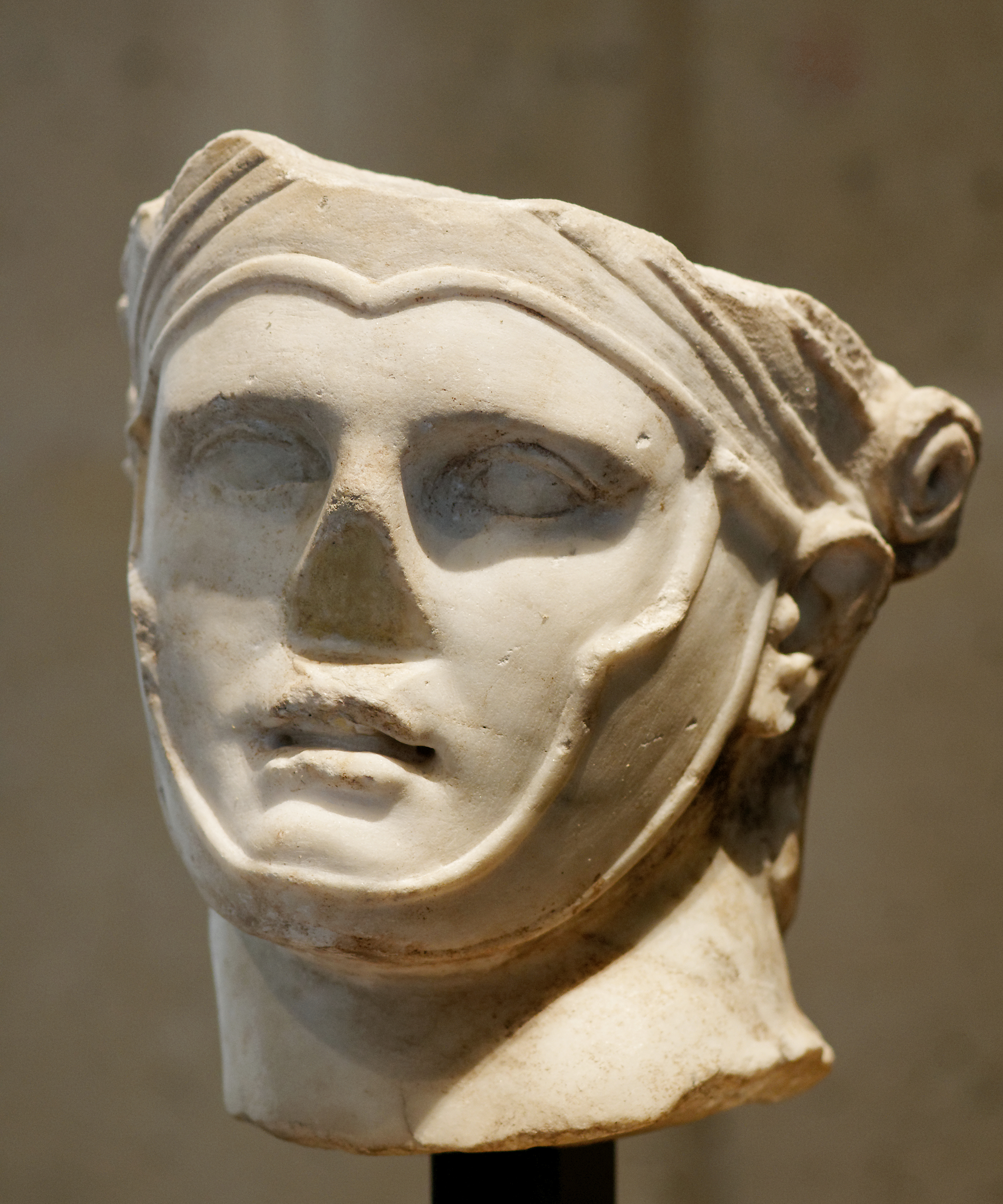
Copie romaine d'un buste de Séleucos, musée du Louvre.

L'ère séleucide, aussi appelée ère des Grecs ou anno Graecorum (« année des Grecs » en latin), est une ère calendaire (en) utilisée dans l'Empire séleucide et d'autres entités territoriales parmi les anciennes civilisations hellénistiques. Si on parle parfois de l'« Année d'Alexandre », l'ère date en fait de la reconquête du pouvoir par Séleucos Ier en 312-311 av. J.-C. après son exil en Égypte ptolémaïque.
L'ère séleucide est une étape fondamentale dans l'histoire des calendriers, et le précurseur direct des systèmes hébraïque, hégirien et zoroastrien et de l’ère chrétienne, ou ère commune.

## Origine

### Situation antérieure
Dans le monde antique, tant en Grèce qu'au Proche-Orient, il n'existe pas de système chronologique unifié. Dans les États monarchiques, la pratique la plus courante consiste à compter les années à partir de l'avènement du souverain en exercice. À Babylone, on parle donc de la « septième année du règne de Nabuchodonosor » et, en Macédoine, par exemple, de la « cinquième année du règne de Philippe ». Chacun de ces décomptes n'est utilisé que dans le territoire spécifique où s'exerce le pouvoir du souverain.

### Début de l'ère séleucide
Il existe deux ères séleucides : la première, appelée « ère séleucide d'Antioche », démarre en octobre 312 av. J.-C., au moment de la reconquête d'Antioche par Séleucos Ier ; la deuxième, appelée « ère séleucide de Mésopotamie », démarre au printemps 311 av. J.-C., date à laquelle Séleucos a reconquis la Babylonie.
L'introduction de l'ère séleucide en Babylonie à la date de 311 est mentionnée dans une chronique babylonienne intitulée Chronique des Diadoques écrite en akkadien au moment de la guerre babylonienne entre Séleucos et Antigone le Borgne, même si Séleucos n'est alors mentionné qu'au titre de stratège du souverain légitime Alexandre IV.

### Contexte historique

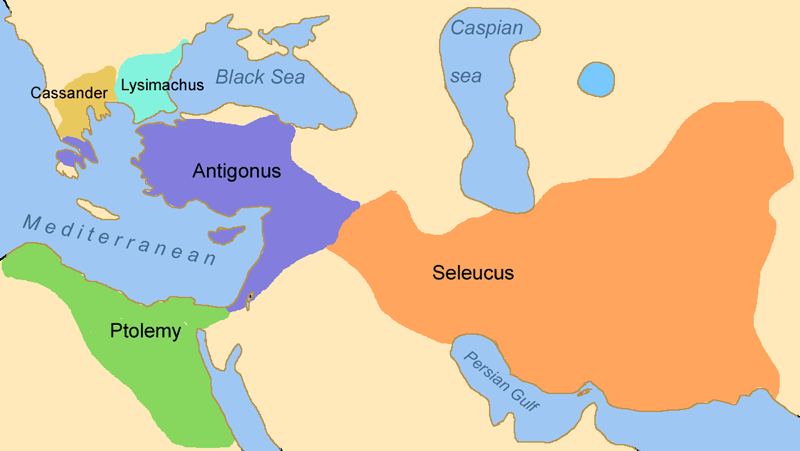
Les royaumes hellénistiques vers -311 Le royaume de Séleucos est en orange.

Après la mort d'Alexandre le Grand en 323 av. J.-C., les textes babyloniens commencent à dater les événements à partir d'un nouvel an 1 qui correspond à l'avènement de son fils, Alexandre IV, comme le veut la tradition. La période est troublée car les anciens généraux d'Alexandre, les Diadoques, luttent les uns contre les autres pour obtenir le contrôle de son empire. L'ancien commandant des hypaspistes, Séleucos, obtient la satrapie de Babylonie aux accords de Triparadisos en 321 av. J.-C.. Six ans plus tard, Séleucos est chassé de la région par Antigone le Borgne qui vient de vaincre Eumène et cherche à réunifier l'empire à son profit. Il fuit vers l'Égypte et s'allie avec Ptolémée, Cassandre et Lysimaque. Leurs armées font mouvement, obligeant Antigone à déplacer ses troupes vers l'Asie mineure. Ptolémée et Séleucos entrent en Syrie en 312 av. J.-C. où ils battent Démétrios, le fils d'Antigone, à la bataille de Gaza. Cette victoire ouvre à Séleucos la route de Babylone dans laquelle il retourne triomphant l'année suivante, à l'automne.
Dans un premier temps, après l'assassinat du jeune Alexandre IV par Cassandre en 310, les événements continuent à être datés depuis le début de son règne, car la Macédoine n'a pas de nouveau roi indiscuté. Ce n'est qu'en 305 av. J.-C., quand Séleucos est lui-même proclamé basileus (roi), qu'il fait commencer rétroactivement « son » ère à sa reconquête de Babylone six ans plus tôt. Comme son empire s'étend aussi sur la Perse, il se considère comme le « Grand roi », héritier des Achéménides.
Séleucos est assassiné par Ptolémée Kéraunos en 281 av. J.-C. et son fils Antiochos lui succède sur le trône. Pour des raisons qui n'ont pas été clairement élucidées, il choisit de continuer à faire dater les évènements depuis 311, une pratique reprise par ses successeurs et qui met en place « l'ère séleucide ». Antiochos règne de 32 à 51 dans ce nouveau système.

## Évolution
Le déclin des Séleucides qui suit le règne d'Antiochos IV permet à d'autres pouvoirs de revendiquer le début d'une nouvelle ère sur les territoires qu'ils lui prennent. À la fin du IIe siècle av. J.-C., les Parthes revendiquent le titre de Grand roi et utilisent un nouveau système dit « ère des Parthes » ou « ère arsacide » dont le début est antidaté à 247 av. J.-C.. À la même époque, Mithridate VI du Pont réclame aussi le prestigieux titre et inaugure une courte « ère pontique ». Dans l'est, vers 155 av. J.-C., les Gréco-Bactriens font débuter une « ère bactrienne » suivie de l'« ère Saka » après leur conquête par ce peuple.
Petit à petit, l'usage du calendrier séleucide ne se limite plus qu'à certaines parties du Levant, notamment en Syrie. C'est là que ce système va continuer à perdurer pendant des siècles, malgré la conquête de la région par les Romains. Rédigée vers 550, la Chronique d'Édesse l'utilise encore mais avec une erreur de deux ans en datant le début de l'ère à 309 av. J.-C. Le dernier évènement rapporté dans cette chronique est le sac d'Antioche par les Sassanides en 850 (correspondant à l'an 540 de l'ère chrétienne).
Au VIIe siècle, la conquête de la région par les Arabes sonne le glas de l'ère séleucide, remplacée par le calendrier hégirien. Seules des Églises orientales continuent d'utiliser ce système, dans la liturgie, jusqu'au XIIe siècle. Elle est encore utilisée de façon marginale au XXIe siècle.

## Analyse et influence
La mise en place d'un tel système, linéaire et transcendant, est une première dans le monde antique. Le passage du temps devient quelque chose d'abstrait, qui n'est plus lié au cycle mort-avènement des souverains. À ce titre, il représente un tournant philosophique pour le monde grec et les civilisations qu'il influence.